# Korensko sedlo
Korensko sedlo ili Prijevoj Wurzen (njem. Wurzenpass; slo. Korensko sedlo) je planinski prijevoj u nizu planinskog lanca Karavanke u Južnim vapnenačkim Alpama, na granici između Radendorfa u austrijskoj Koruškoj i Kranjske Gore u Sloveniji. Ime je dobio po obližnjem selu Podkoren (njem. Wurzen).
Prijevoj povezuje austrijsku B109 Wurzenpass Straße od Villacha sa slovenskom autocestom br. 201 do autoceste A2 i Ljubljane. Iako je na relativno maloj nadmorskoj visini od 1,073 m, cesta sadrži brojne zavoje i uključuje nekoliko strmih uspona s maksimalnim nagibom od 18%.

## Povijest
Prijevoj Ljubelj je povijesni prijelaz preko Karavanki, iako je glavna trgovačka ruta iz Kneževine Koruške prema Trstu, Austrijskom primorju i Kranjskoj vodila od Tarvisija preko prijevoja Predil i visoke doline Rateče koju je bilo puno lakše proći. Njegova je važnost porasla s postavljanjem prve asfaltirane ceste koja je završena 1734. godine. Tijekom Hladnog rata austrijske oružane snage izgradile su nekoliko obrambenih objekata i bunkera duž Wurzenpass Straße koji su danas otvoreni za javnost u kontekstu dokumentacijskog centra.
Sve do otvaranja tunela Karavanke 1991., Wurzenpass je zajedno s istočnim Ljubeljom bio jedna od glavnih prometnih arterija iz Austrije kroz bivšu Jugoslaviju, početna točka ozloglašene autoceste prema Grčkoj i Turskoj. Ulaskom Slovenije u Europsku uniju 1. svibnja 2004. ukinute su carinske kontrole s granice. Kako je Slovenija ušla u schengensko područje 2007. godine, kontrola putovnica s policijskim kontrolnim točkama posljedično je ukinuta 21. prosinca 2007. 

## Vanjske poveznice
1. ↑  EU member countries. European Union. 1. srpnja 2013. Pristupljeno 4. siječnja 2015.